# Bronisław Edward Sydow
Bronisław Edward Florian Józef Sydow (ur. 4 maja 1886 w Szamotułach, zm. 29 maja 1952 w Warszawie) – polski pisarz muzyczny i chopinolog, z zawodu handlowiec.

## Życiorys
Był wnukiem kartografa Edwarda von Sydow i synem Józefa, adwokata. Około 1914 roku wyemigrował wraz z bratem Marianem Wincentym do Stanów Zjednoczonych, skąd udał się do Ameryki Południowej. Przez kilka lat mieszkał w Boliwii, Peru, Paragwaju i Chile. Być może studiował na uniwersytecie w Santiago. Publikował artykuły w czasopismach chilijskich. W 1918 roku wrócił do Polski i osiadł w Warszawie. Około 1932–1933 roku przebywał w sprawach handlowych w Finlandii. W 1933 roku podczas wystawy w Mediolanie zorganizował polski pawilon. W 1936 roku opublikował po hiszpańsku pracę El puerto de Gdynia, przełożył też na ten język wiersz C.K. Norwida Fortepian Szopena. Podczas II wojny światowej pełnił urząd honorowego konsula Paragwaju i Hondurasu w Warszawie. Po wypowiedzeniu przez te kraje wojny Niemcom w 1941 roku został aresztowany. Więziony był przez kilka miesięcy na Pawiaku i w więzieniu na Rakowieckiej, skąd zwolniono go ze względu na zły stan zdrowia. Po zwolnieniu mieszkał w Milanówku i pracował dla warszawskiej firmy Nasierowski i S-ka. W 1943 roku sporządził tajny odpis z kolekcji chopinowskiej Édouarda Ganche’a, wystawionej w Bibliotece Jagiellońskiej. Po 1945 roku związany był z Instytutem Fryderyka Chopina w Warszawie, w 1946 roku był jego sekretarzem, a w 1947 roku został wybrany członkiem zarządu. Uczestniczył w poszukiwaniu zbiorów chopinowskich wywiezionych przez Niemców na Śląsk, brał też udział w organizacji powrotu serca Chopina do kościoła św. Krzyża. 
Był inicjatorem organizowanego od 1946 roku Międzynarodowego Festiwalu Chopinowskiego w Dusznikach-Zdroju. Organizował wystawy chopinowskie, publikował artykuły chopinowskie w prasie. Organizował zakupy pamiątek chopinowskich za granicą, w tym listu Mikołaja Chopina z 1790 roku. Opracował pierwszą bibliografię chopinowską (Bibliografia F.F. Chopina, Warszawa 1949, suplement 1954). Wspólnie z Mieczysławem Idzikowskim opublikował książkę Portret Chopina: antologia ikonograficzna (Kraków  1953, 2. wyd 1964, tłum. francuskie 1953). Przygotował, ukończone przez Janusza Mikettę, dwutomowe wydanie korespondencji Fryderyka Chopina, obejmujące listy do i od kompozytora oraz listy innych osób zawierające informacje o nim (Korespondencja F. Chopina, Warszawa 1955). W 1945 roku włączył się w sprawę rzekomych listów Chopina do Delfiny Potockiej, sporządzając dla Instytutu Fryderyka Chopina szesnastostronicową opinię z wyrazami wątpliwości co do ich autentyczności.
Materiały archiwalne Bronisława Edwarda Sydowa znajdują się w PAN Archiwum w Warszawie pod sygnaturą III-23.